# McLeods Töchter
McLeods Töchter (Originaltitel: McLeod’s Daughters) ist eine australische Drama-Fernsehserie, die von 2001 bis 2009 vom australischen Fernsehnetwork Nine Network produziert und ausgestrahlt wurde. 2003 wurde die Serie über den Hallmark Channel in etwa 100 Ländern ausgestrahlt. Im deutschsprachigen Raum wurden die insgesamt acht Staffeln der Serie von VOX am Nachmittag gesendet. Die Serie basiert auf einem gleichnamigen Film, der fünf Jahre vor Beginn der ersten Staffel spielt und die Handlung der ersten Staffel teilweise schon aufnimmt, aber mit anderen Darstellern gedreht wurde.

## Handlung
Als Jack McLeod im Jahr 2001 stirbt, hinterlässt er seiner Tochter Claire (Lisa Chappell) die verschuldete Rinderfarm Drover’s Run im australischen Outback. Auf sich allein gestellt und angeschlagen durch den Tod des Vaters, muss Claire nun versuchen, die Farm vor dem Bankrott zu retten.
Eines Tages taucht plötzlich ihre Halbschwester Tess (Bridie Carter), die sie seit mehr als 20 Jahren nicht gesehen hat, auf. Ihr gehört laut Jacks Testament die Hälfte des Grundbesitzes. Im Gegensatz zu Claire hat die Großstädterin nicht die geringste Ahnung von Land- und Viehwirtschaft, und auch kein Interesse daran, ihren Teil des Grundstücks zu behalten. Stattdessen plant sie einen Verkauf, um mit dem Gewinn ein Café in ihrer Heimatstadt zu eröffnen.
Nachdem Tess aber am eigenen Leib erfahren hat, welch harte Arbeit ihre Schwester jeden Tag verrichtet, entschließt sie sich zu bleiben. Nach und nach passen die beiden sich einander an und verstehen sich. Claire bringt Tess das Reiten, Viehtreiben und Verständnis für die Landwirtschaft bei. Tess wiederum lehrt Claire, sich den Dingen zu öffnen und optimistischer durch das Leben zu gehen.
Zusammen mit der Aussteigerin Becky Howard (Jessica Napier) und dem Mutter-Tochter-Gespann Meg (Sonia Todd) und Jodi Fountain (Rachael Carpani) stellen sie sich allen Problemen und Herausforderungen. Eine große Hilfe ist ihnen Familie Ryan, die auf dem Nachbarhof lebt. Die Brüder Alex Ryan (Aaron Jeffery) und Nick Ryan (Myles Pollard) kennen die McLeods schon von Kindesbeinen an und sind immer zur Stelle, wenn ihre Hilfe gebraucht wird. Nick heiratet Tess am Ende der 4. Staffel und geht mit ihr nach Argentinien (5. Staffel). Auch Claire und Alex hätten geheiratet, wäre Claire nicht bei einem Autounfall ums Leben gekommen (3. Staffel).
Im Laufe der Zeit stellt sich heraus, dass Jodi die uneheliche Tochter von Jack McLeod ist, und sie erhält ebenfalls einen Anteil an der Farm. Sie leitet Drover’s Run zeitweise mit Stevie Hall, einer Jugendfreundin der verstorbenen Claire, bis sie mit ihrem Verlobten und späteren Ehemann Matt Bosnich ins Zeugenschutzprogramm geht. Auch Stevie und Alex heiraten, doch Alex kommt wenig später bei einem Unfall ums Leben. Stevie wird fortan unterstützt von Grace, Regan und Jaz McLeod, den Töchtern von Jacks Bruder. Am Ende der Serie kehrt Jodi zurück.

## Figuren

### Bewohner von Drover’s Run
Claire Louise McLeod ist eine erfahrene Viehzüchterin und Reiterin. Nach dem Tod ihres Vaters Jack McLeod führt sie die Ranch Drover’s Run zunächst alleine weiter. Claire zeigt ein hartes Auftreten und ist ehrgeizig, aber agiert in Bezug auf ihr Liebesleben sehr unbeholfen. Erst als ihre Halbschwester Tess auftaucht, entdeckt Claire ihre warme, weibliche Seite und beginnt das Leben auf Drover’s Run mit ganz anderen Augen zu sehen. Mit der Zeit entwickelt Claire eine tiefe Zuneigung für Tess und die beiden werden ein unzertrennliches Gespann. Im Laufe der Serie verliebt sie sich in Peter Johnson und träumt von einem gemeinsamen Leben mit ihm, muss jedoch von Becky erfahren, dass er bereits verheiratet ist und zwei Kinder hat. Sie trennt sich daraufhin von Peter und verschweigt ihm, von ihm schwanger zu sein. Sie bringt schließlich eine Tochter namens Charlotte zur Welt. Die Liebe ihres Lebens findet sie schließlich in ihrem Nachbarn Alex Ryan, den sie seit ihrer Kindheit kennt. Doch die Beziehung wird jäh beendet, da Claire bei einem Autounfall tödlich verunglückt. Tess, die mit im Auto saß, kann sich und Charlotte retten. Claire wird neben ihrem Vater auf Drover’s Run beerdigt.
Teresa ‚Tess‘ Charlotte Silverman McLeod-Ryan wurde auf Drover’s Run geboren. Nachdem sich ihre Mutter von Jack McLeod scheiden ließ, zogen beide nach Melbourne. Nach einem Leben in der Großstadt und nach dem Tod ihrer Mutter durch Brustkrebs kehrt sie 20 Jahre später wieder nach Drover’s Run zurück. Tess ist abenteuerlustiger als ihre Halbschwester Claire, allerdings auch unbeholfener als sie. Tess versteht es, Claire in Herzensangelegenheiten zu beraten. Am Anfang verliebt sich Tess selber in Alex Ryan, doch beiden wird schnell klar, dass sie nicht zusammenpassen. Mit der Zeit verliebt sie sich in Nick Ryan. Die beiden finden aber nicht zueinander. Stattdessen führt sie eine Beziehung mit dem Witwer Dave Brewer, mit dem sie sich verlobt. Da Dave aber den Tod seiner Frau noch nicht überwunden hat, kommt es schließlich zur Trennung. Nach Claires Tod ist Tess am Boden zerstört und findet keine Ruhe. In dieser Zeit ist Nick für sie da. Die beiden finden endlich zueinander und heiraten. Nick erhält später einen Job in Argentinien und wird von Tess dorthin begleitet. Als sie zurückkehrt, erfährt sie, dass sie schwanger ist. Die Freude darüber wird getrübt, als sie hört, dass Nicks Flugzeug abgestürzt ist. Nick wird zwar für tot erklärt, aber später stellt sich heraus, dass er nicht in dem Flugzeug saß. Beide beschließen zurück nach Argentinien zu gehen, wo ihre gemeinsame Tochter Claire Ruth zur Welt kommt.
Jodi Margaret Fountain McLeod-Bosnich ist Jack McLeods Tochter, was sie lange Zeit aber nicht weiß, und hasst das Landleben. Sie träumt von einem Leben in der Stadt als wohlhabende und erfolgreiche Stylistin. Von Tess erfährt sie mehr über das Leben in einer Großstadt. Nach und nach beginnt Jodi, das Farmleben, das sie so lange abgelehnt hat, zu schätzen. Sie lernt den Mechaniker Luke kennen. Beide werden ein Paar, aber zwangsweise voneinander getrennt, da Luke eine Haftstrafe wegen Schmuggelns antreten muss. Am Ende der fünften Staffel stellt sich heraus, dass sie ebenfalls eine McLeod ist. Sie verliebt sich in den Vorarbeiter von Killarney, Rob Shelton, der eigentlich Matt heißt, aber unter falschem Namen im Zeugenschutzprogramm ist. Nachdem Rob/Matt wegen des Zeugenschutzprogramms wieder umziehen muss, lernt sie Riley Ward kennen. Doch dann kehrt Matt zurück und Jodi muss sich zwischen den beiden Männern entscheiden. Sie setzt ihre Beziehung mit Matt fort und flüchtet mit ihm, als er wieder aufgespürt wird. Beide täuschen schließlich ihren Tod vor und gehen zusammen ins Zeugenschutzprogramm. Am Ende der achten Staffel sind sämtliche Verbrecher gefasst, woraufhin Jodi schwanger zurückkehrt und erklärt, dass sie und Matt ihr Kind auf Drover’s Run aufziehen wollen.
Grace Kingston McLeod ist die Tochter von Hugh McLeod. Sie leitet die Ranch zusammen mit Stevie. Anfangs scheint zwischen ihr und Marcus Turner mehr als nur Freundschaft zu bestehen, doch sie verliebt sich in den neuen Besitzer von Kinsellas, Heath. Grace findet heraus, dass Heath sie betrügt, trennt sich von ihm und kommt für kurze Zeit mit Marcus zusammen.
Jasmine ‚Jaz‘ McLeod taucht erstmals auf Drover’s Run auf, um dort die Asche ihres verstorbenen Vaters Hugh McLeod, des jüngeren Bruders von Jack McLeod, zu verteilen. Bei diesem Besuch erfährt Tess von einem Reitunfall, der Jaz’ Verlobten das Leben kostete. Dadurch entwickelt sie eine Angst vor dem Reiten, obwohl sie selbst professionelle Reiterin ist. Nachdem sie eine kurze Zeit auf der Ranch gearbeitet und Zeit mit Alex verbracht hat, findet sie wieder ihre Kraft und den Mut in den Sattel zu steigen und verlässt die Ranch, um sich wieder dem Turnierreiten hinzugeben. In der 8. Staffel kehrt Jaz zurück nach Drover’s Run und bietet ihre Hilfe auf der Ranch an. Allerdings bauen sich alte Spannungen wieder auf.
Regan McLeod ist wie Grace und Jasmine eine Cousine von Claire Tess und Jodi. Sie beginnt eine Beziehung mit Dave, sehr zum Missfallen von Kate, die ihr seit ihrer Ankunft misstraut. Dass das Misstrauen nicht unbegründet ist, zeigt sich, als Regan auf der Ranch nach Gold graben will. Nach einem Schlangenbiss verlässt sie die Ranch wieder, kehrt aber eines Tages zurück. Nach einer Weile kann sie das Misstrauen der Familie und Mitarbeiter auf der Ranch zerstreuen. Dave und sie nehmen ihre Beziehung wieder auf, trennen sich aber später wieder. Von Jodi, die ins Zeugenschutzprogramm geht, bekommt sie die Teilhaberschaft an Drover’s Run geschenkt.
Stephanie ‚Stevie‘ Jane Hall-Ryan ist die beste Freundin von Claire und erhält den Posten der Vorarbeiterin auf der Drover’s Run. Nach Claires Tod wird sie Teilhaberin von Drovers Run und ist eine wichtige Stütze für Tess und zur besten Freundin für Alex. Als Tess mit Nick nach Argentinien geht, übernimmt sie die Leitung der Ranch. Nach einigen Schwierigkeiten finden Alex und sie zueinander und heiraten und sie wird schwanger, Alex stirbt jedoch kurz vor der Geburt des Kindes. Stevie und ihr Sohn (Alexander „Xander“ Ryan) bleiben auf Drover’s.
Katharina ‚Kate‘ Maria Manfredi ist italienischer Abstammung und Teil einer sehr erfolgsorientierten Familie. Jodi und Kate sind seit Schulzeiten befreundet und stehen sich sehr nahe. Durch ihre Naivität tritt Kate ständig ins Fettnäpfchen. Sie hegt Gefühle für Dave, der in ihr jedoch nur eine gute Freundin sieht. Sie kommt später mit Daves jüngerem Bruder Patrick zusammen. Die beiden trennen sich jedoch später wieder und Kate kommt schließlich mit Dave zusammen. Beide gehen zusammen nach Afrika und beginnen dort ein neues Leben. Im Laufe der siebten Staffel beendet Kate ihre Beziehung mit Dave und kehrt anlässlich Jodis und Matts vorgetäuschter Beerdigung zurück nach Drover’s Run. Sie ist eine große Hilfe für Grace. Nach dem Tod von Riley verlässt sie jedoch die Ranch endgültig, um auf einer Farm mit schwererziehbaren Kindern zu arbeiten.
Margaret ‚Meg‘ Fountain Dodge lebt schon ihr halbes Leben auf Drover’s Run. Sie war bereits Claires Kindermädchen. Nach Jacks Tod holt sie ihre Tochter Jodi aus dem Internat zu sich und ist auch für Claire mehr als nur eine Angestellte. Sie hilft ihr die Farm zu führen und geht eine Beziehung mit dem Farmarbeiter Terry ein. Sie entpuppt sich schließlich auch als begabte Autorin. Sie schreibt ein Buch über ihre und Jodis frühe Familiengeschichte. Im Zuge dieser Entwicklung erfährt Jodi, dass sie die Tochter des toten Jack McLeod ist. Jodi ist tief enttäuscht von Meg, daher beschließt sie einige Zeit weg zu gehen. Terry und Meg heiraten, verlassen die Ranch und machen eine große Australien-Rundreise.
Rebecca ‚Becky‘ Howard stammt aus einer problematischen Familie. Claire McLeod nimmt sich ihrer an und gibt ihr einen Job auf Drover’s. Sie erfüllt ihren Job gut und wird nach kurzer Zeit zur Vorarbeiterin befördert. Darauf kommt sie mit Brad ‚Brick' zusammen. Nachdem dieser aber zu seinem Onkel gefahren ist und zu dem abgemachten Wiedertreffen beim Jahrmarkt nicht erscheint, macht sie sich auf die Suche nach ihrem vermissten Freund. Dabei erhält sie Unterstützung von Jake. Einige Zeit später finden sie und Jodi Brad/Brick tot in einer Wasserstelle. Nachdem sie ihre Trauer um Brad/Brick überwunden hat kommt sie mit Jake zusammen. Die beiden haben den Plan eine eigene Ranch zu gründen. Kurz vor Claires Tod verlässt sie Drover’s.
Moira Doyle tritt in den ersten Staffeln in kurzen Nebenrollen auf. Sie ist Besitzerin eines Eisenwarenhandels in Gungallan, bis sich ihr Ehemann wegen einer anderen Frau von ihr trennt und sie zudem finanziell ziemlich ruiniert. Sie beginnt daraufhin im Truck Stop von Terry zu arbeiten und freundet sich mit ihm an. Sie hat drei Kinder, die allerdings erwachsen sind, bzw. die jüngste Tochter ist auf einem Internat. Moira landet schließlich als Haushälterin und Farmhelferin auf Drover’s Run. Sie wird auch eine Art mütterliche Freundin, die immer loyal mit Rat und Tat zur Seite steht.
Sie tritt anfangs auf Stadtfesten und Jahrmärkten aus Spaß als Hellseherin auf, es stellt sich aber später heraus, dass sie auch „echte“ Visionen hat.
Sie ist die letzten beiden Staffeln mit dem – vorerst – eher sehr unbeliebten Phil Rackich zusammen, letztendlich trennen sie sich aber zumindest räumlich, da er sich mit seinen erwachsenen Kindern versöhnen möchte und ihnen deshalb auch näher sein will.
Tayler Jane Geddes ist die Tochter eines Mannes, der bei einem Minenunglück umgekommenen ist. Weil Regan zum Zeitpunkt des Unglücks Projektaufseherin war, trägt Regan nach Ansicht Taylers die Schuld am Tod ihres Vaters. Tayler will sich an Regan rächen, aber ihr Racheplan scheitert. Stattdessen bekommt sie einen Job auf der Farm und Regan und sie werden Freunde. Tayler kommt schließlich mit Patrick zusammen.

### Bewohner von Killarney
Harold ‚Harry‘ James Ryan heiratet seine erste Frau Liz 1973. Sie bekommt zwei Söhne, Alex, von dem sie Harry Glauben macht, er sei dessen leibliches Kind, und Nick. Als Harry die Wahrheit über Alex erfährt, lässt er sich von Liz scheiden und heiratet die wesentlich jüngere Sandra. Harry ist ein erfolgsorientierter Mensch, der bei vielen verhasst und gefürchtet ist, aber der Familie eine hohe Priorität einräumt. In der 6. Staffel stirbt Harry bei einem Autounfall. Nach Harrys Tod stellt sich heraus, dass er von seinen Eltern adoptiert wurde und mit 15 Jahren von zu Hause wegging und seinen Namen von Karl Wetherdon zu Harry Ryan änderte.
Alexander ‚Alex‘ Marion Ryan ist der angebliche Sohn von Harry Ryan. Als er erfährt, dass dieser nicht sein leiblicher Vater ist, zieht er auf die Farm seines Bruders Nick. Nach Harrys Tod erbt Alex Killarney. Er geht eine Beziehung mit Claire McLeod ein. Mit ihrem Tod kommt er lange nicht zurecht. Er heiratet ein paar Jahre später Fiona, die ihm eine Schwangerschaft vorspielt, um ihn an sich zu binden. Als Alex davon Kenntnis erhält, lässt er sich scheiden und heiratet einige Zeit später Stevie. Kurz vor der Geburt des gemeinsamen Kindes wird er von einem herunterfallenden Ast erschlagen und stirbt.
Nicholas ‚Nick‘ Gary Ryan kümmert sich vor der Gründung seiner eigenen Farm um die geschäftlichen Angelegenheiten seines Vaters. Allgemein kümmert er sich viel mehr um das Geld als sein älterer Bruder. Er ist durch eine alte Rodeoverletzung in seiner Arbeit als Farmer sehr eingeschränkt. Er verliebt sich in Tess, jedoch traut sie sich nicht eine Beziehung mit ihm einzugehen. Daher beginnt er eine Beziehung mit Sally. Diese endet jedoch, da Sally merkt, dass Nick immer noch Gefühle für Tess hat. Die beiden finden zusammen und heiraten. Nach der Hochzeit kehrt Sally zurück und behauptet, dass Nick der Vater ihres Sohnes ist. Tess und er ziehen schließlich nach Argentinien. Nach einem Flugzeugabsturz wird er für tot erklärt, aber es stellt sich heraus, dass er nicht in dem Flugzeug saß. Inzwischen ist Tess schwanger und beide beschließen endgültig nach Argentinien zu ziehen, wo die gemeinsame Tochter Claire zur Welt kommt.
Marcus Turner kommt als Assistent von Bryce nach Killarney. Alex und er kommen anfangs kaum miteinander aus. Die Spannungen zwischen ihnen scheinen sich aber ein wenig zu glätten. Als sich jedoch herausstellt, dass Marcus nicht nur Bryce' Assistent, sondern auch sein Sohn und damit Alex’ Halbbruder ist, beginnen die Streitigkeiten wieder. Nach dem Tod seines Bruders verliebt sich Marcus in Ingrid Marr.
Sandra Kinsella-Ryan war eine Freundin von Alex. Sie ist Harrys zweite Frau. Sie ist Besitzerin der Farm „Kinsella's“ und hat Mitbestimmungsrechte auf Killarney. Nach einer Fehlgeburt zerbricht die Ehe von Sandra und Harry.
Harry will sich schließlich von ihr scheiden lassen. Um dies zu verhindern, verursacht sie eine Überdosierung von Harrys Herzmedikament. Allerdings wird Harry durch Sandras Plan nicht zum Pflegefall, sondern stirbt an den Folgen. Sandra kommt mit dem Tod ihres Mannes nicht zurecht und will sich deshalb von einer Klippe bei Harrys Grab stürzen, was Stevie jedoch gerade noch verhindern kann.
David ‚Dave‘ Enoch Brewer ist Tierarzt und ein sehr guter Freund der Bewohnerinnen von Drover’s Run. Er hat einen Bruder namens Patrick und wohnt mit Alex zusammen. Er war bereits zweimal verheiratet. Seine erste Frau heiratete er auf dem College, die Ehe hielt jedoch nicht lange. Seine zweite Ehefrau kam bei einem Autounfall ums Leben, was er lange Zeit nicht verarbeiten konnte. Eine Weile war er mit Tess verlobt, doch sie entschied sich schließlich für Nick. Am Ende der sechsten Staffel kommt er mit Kate zusammen. Gemeinsam ziehen sie für ein Jahr nach Afrika, wo Dave einem internationalen Team von Tierärzten helfen soll. Beide merken später, dass sie keine gemeinsame Zukunft haben, und beenden ihre Beziehung.
Patrick ‚Pat‘ Michael Brewer ist der jüngere Bruder von Dave. Er ist manisch-depressiv und deswegen in ärztlicher Behandlung. Pat beginnt als Farmhelfer auf Killarney zu arbeiten, wird aber von Sandra entlassen. Er kommt mit Kate zusammen, aber die Beziehung hält nicht lange. In der siebten Staffel trifft Pat auf Tayler. Sie werden schließlich ein Paar. Bevor Tayler und Pat zusammenkommen, war Pat in einer Beziehung mit Ashleigh, der Halbschwester von Alex und Marcus.
Matthew ‚Matt‘ Bosnich (vormals Rob Shelton) war unter dem Namen Rob Shelton der Vorarbeiter auf Killarney. Anfangs sehr verschlossen, öffnet er sich vor allem gegenüber Jodi. Er vertraut ihr an, dass er im Zeugenschutzprogramm ist, weil ein Arbeitskollege von ihm ein Großdealer war. Dieser tötete Matts Frau und den gemeinsamen Sohn, um Rob/Matt an einer Aussage vor Gericht zu hindern. Mit einem Trick erfahren die Gangster von Jodi Matts neuen Aufenthaltsort.
In der siebten Staffel kommt Matt zurück. Er und Jodi kommen sich mit der Zeit wieder näher. Da Matt wieder flüchten muss, täuschen Jodi und er ihren Tod vor. Am Ende der achten Staffel kehren beide auf die Ranch zurück.
Riley Ward ist Hufschmied und Nachfolger von Matt als Vorarbeiter auf Killarney. Er hegt Gefühle für Jodi, die aber nie über Matt hinweggekommen ist. Später scheint er Interesse für Kate zu haben. Als die Schwester von Marcus und Alex auf Killarney ankommt, beginnt eine Dauerkonfrontation, die mit der Entlassung von Riley endet. Riley verschwindet bei einem Autounfall und wird für tot erklärt.
Ingrid Marr ist Tierärztin. Sie und Marcus streiten oft, werden dann aber doch Freunde und entdecken Gefühle füreinander. Da taucht ihr Mann auf, Paul Simpson, von dem Ingrid getrennt lebt, und verfolgt sie. Er droht damit, Marcus und den Frauen auf der Ranch etwas anzutun. Ingrid flieht deshalb und täuscht ihren Tod vor. Paul wird später verhaftet, und zum Schluss der letzten Staffel finden Ingrid und Marcus endgültig zueinander.

### Weitere Figuren
Terrence ‚Terry‘ Dodge ist zu Beginn der Serie Farmarbeiter, später Vorarbeiter, auf Killarney. Nach einem Streit mit Harry Ryan kündigt er jedoch. Terry ist der langjährige Lebenspartner von Meg Fountain und somit auch ein Ersatzvater von Jodi. Nach seiner Kündigung übernimmt er die Tankstelle vor Ort, welche aber ebenfalls von Harry aufgekauft wird. Nachdem Meg und Terry heiraten, verlassen sie die Farm, um auf eine lange Australien-Rundreise zu gehen. Terry ist der ruhende Pol auf der Farm, der gerne zuhört und Ratschläge erteilt. Im Laufe der Serie stellt sich heraus, dass Terry früher das genaue Gegenteil war, bis er bei einer Barschlägerei versehentlich einen Gegner tötete und dafür ins Gefängnis ging, wo er sein Leben von Grund auf änderte.
Fiona ‚Fee‘ Lauren Webb ist die Ex-Ehefrau von Alex Ryan und die Tochter von Trudi und Howard Webb. Sie hatten sich zu Beginn der sechsten Staffel kennengelernt, sich innerhalb einer Woche verlobt und kurz darauf geheiratet. Fiona ist aufgrund einer Anomalie der Gebärmutter nicht in der Lage, Kinder zu bekommen, aber verschweigt dies Alex. Fee täuscht eine Schwangerschaft vor, um ihn weiter an sich zu binden. Alex findet die Wahrheit heraus und trennt sich von ihr.
Rose Hall-Smith ist die Tochter von Stevie, wuchs allerdings nicht bei ihrer Mutter auf, sondern bei deren Schwester Michelle. Michelle hatte Rose immer erzählt, sie sei ihre Mutter und Stevie ihre Tante. Deswegen reagiert Rose schockiert, als sie die Wahrheit erfährt. Stevie und Rose kommen sich aber im Laufe der Zeit näher.
Ben Hall ist Stevies Cousin und stammt aus schwierigen Familienverhältnissen. Als er nach Drover’s Run kommt, hat er eine Trennung von seiner Freundin Monique hinter sich. Monique taucht zwar später auf der Ranch auf und gesteht Ben ihre Liebe, aber die Beziehung hat keine Chance mehr. Später kommt er mit Jasmine zusammen.
Alberto Borelli ist Italiener und lernt Jodi kennen, als er sie rettet. Er muss dann zurück zum Militärdienst nach Italien, kehrt aber nach einem Jahr zurück nach Drover’s Run. Er und Jodi hätten fast geheiratet, aber Jodi merkte am Hochzeitstag, dass sie noch nicht bereit für eine Ehe war. Am gleichen Tag kehrte Alberto zurück nach Italien.

## Besetzung und Synchronisation
| Rolle                                         | Darsteller                | Synchronsprecher                                                      | Staffel    | Staffel    | Staffel                                       |
| Rolle                                         | Darsteller                | Synchronsprecher                                                      | Hauptrolle | Nebenrolle | Folgen                                        |
| --------------------------------------------- | ------------------------- | --------------------------------------------------------------------- | ---------- | ---------- | --------------------------------------------- |
| Claire Louise McLeod                          | Lisa Chappell             | Christine Pappert (Episode 1 bis 59) Dagmar Dreke (Episode 60 bis 74) | 1–3        |            | 1-74                                          |
| Teresa „Tess“ Charlotte Silverman McLeod-Ryan | Bridie Carter             | Kristina von Weltzien                                                 | 1–6        |            | 1-123, 135-146                                |
| Jodi Fountain McLeod-Bosnich                  | Rachael Carpani           | Katharina von Keller                                                  | 1–7        | 8          | 1-178, 224                                    |
| Rebecca „Becky“ Howard                        | Jessica Napier            | Eva Michaelis                                                         | 1–3        |            | 1-70                                          |
| Alexander „Alex“ Marion Ryan                  | Aaron Jeffery             | Martin Lohmann                                                        | 1–7        | 8          | 1-208                                         |
| Nicholas „Nick“ Gary Ryan                     | Myles Pollard             | Christian Stark                                                       | 1–5        | 6          | 1-125, 145-146                                |
| Margaret „Meg“ Fountain-Dodge                 | Sonia Todd                | Katja Brügger                                                         | 1–5        | 6–8        | 1-88, 109-134, 143- 149, 177-178, 224         |
| Stephanie „Stevie“ Jane Hall-Ryan             | Simmone Jade Mackinnon    | Marion von Stengel                                                    | 3–8        |            | 71-224                                        |
| David „Dave“ Enoch Brewer                     | Brett Tucker              | Sascha Draeger                                                        | 4–6        | 3          | 45-170                                        |
| Katherina „Kate“ Maria Manfredi               | Michala Banas             | Jennifer Böttcher                                                     | 4–8        |            | 88-170, 177-206                               |
| Regan McLeod                                  | Zoe Naylor                | Stephanie Kindermann                                                  | 6, 7       | 5, 8       | 119-123, 149-184, 209-210, 223-224            |
| Matt Bosnich / „Rob Shelton“                  | Jonathon Pasvolsky        | Oliver Böttcher                                                       | 5, 6       | 7          | 122-178                                       |
| Grace Kingston McLeod                         | Abi Tucker                | Anne Moll                                                             | 7, 8       |            | 179-224                                       |
| Jasmin „Jaz“ McLeod                           | Edwina Ritchard Anna Torv | Joey Cordevin                                                         | 8          | 4          | 103-104 210-224                               |
| Marcus Turner                                 | Matt Passmore             | Konstantin Graudus                                                    | 7, 8       |            | 172-224                                       |
| Moira Doyle                                   | Doris Younane             | Antje Roosch                                                          | 6–8        | 2–5        | 43-224                                        |
| Patrick „Pat“ Michael Brewer                  | Luke Jacobz               | Mark Seidenberg                                                       | 6–8        | 5          | 131, 147-224                                  |
| Riley Ward                                    | Dustin Clare              | Robert Missler                                                        | 6, 7       | 8          | 155-203                                       |
| Tayler Jane Geddes                            | Gillian Alexy             | Stephanie Kirchberger                                                 | 7, 8       | 6          | 170-224                                       |
| Ben Hall                                      | John Schwarz              | Asad Schwarz-Msesilamba                                               | 8          |            | 210-224                                       |
| Terrence „Terry“ Dodge                        | John Jarratt              | Eberhard Haar                                                         | 1–6        |            | 1-148                                         |
| Sandra Kinsella Ryan                          | Inge Hornstra             | Traudel Sperber                                                       | 3–6        | 2          | 42, 57-100, 110- 162                          |
| Fiona „Fee“ Lauren Webb/Ryan                  | Michelle Langstone        | Kerstin Draeger                                                       |            | 6          | 139-170                                       |
| Ashleigh Redstaff                             | Sam Healy                 | Susanne Sternberg                                                     |            | 7          | 188-198                                       |
| Rose „Rosie“ Hall-Smith                       | Basia A’Hern              | Saskia Weckler                                                        |            | 4–8        | 90, 129-130, 163- 166, 185-186, 190- 192, 224 |
| Harold „Harry“ James Ryan / Karl Weatherdon   | Marshall Napier           | Manfred Reddemann                                                     | 1–6        |            | 1-162                                         |
| Alberto Borelli                               | Ben Mortley               | Emilio Castoldi                                                       | 2          | 1, 3       | 19-50                                         |
| Ingrid Marr                                   | Rachael Coopes            | Tina Eschmann                                                         | 8          | 7          | 200-224                                       |
| Kane Morgan                                   | Craig McLachlan           | Michael Deffert                                                       |            | 4          | 89-96, 105-106                                |
| Luke Morgan                                   | Dean O’Gorman             | Sascha Rotermund                                                      |            | 4, 5       | 93-118                                        |
| Jake Harrison                                 | Charlie Clausen           | Marek Erhardt                                                         | 3          | 2          | 35-70                                         |
| Brett „Brick“ Buchanon                        | Fletcher Humphrys         | Tammo Kaulbarsch                                                      |            | 1–3        | 1-47                                          |
| Craig Woodland                                | Luke Ford                 | Tobias Schmidt                                                        |            | 1–4        | 1-73                                          |
| Peter Johnson                                 | Rodger Corser             | Clemens Gerhard                                                       |            | 1–4        | 15-44, 62, 83-84                              |
| Elizabeth „Liz“ Mary Ryan                     | Catherine Wilkin          | Isabella Grothe                                                       |            | 1–4, 6     | 1-53, 100, 154                                |
| Sally Clements                                | Kathryn Hartman           | Katrin Decker                                                         |            | 2–6        | 43-54, 105-114, 136                           |

## Hintergrund und Interessantes
- Im Jahr 1996 produzierte der australische Sender Nine Network den Fernsehfilm McLeods Töchter. Als 5 Jahre später die Farm Kingsford, auf der der Film gedreht wurde, zum Verkauf stand, griff der Sender zu und kaufte das Anwesen. Kingsford liegt zwischen den australischen Städten Gawler und Freeling in South Australia und wurde noch bis 1999 bewirtschaftet. So war der Grundstein für die Serie McLeods Töchter gelegt. Die Rollen aus dem Film wurden zum Teil übernommen, aber zumeist umbenannt und mit neuen Darstellern besetzt.
- Koordinaten von Drovers Run: 34° 32′ 56,2″ S, 138° 47′ 48,2″ O
- Die Claire-Darstellerin Lisa Chappell verließ die Serie auf eigenen Wunsch, um sich ihrer Musikkarriere zu widmen. Obwohl sie ausstieg, ist Claire McLeod bei Umfragen noch immer die beliebteste Figur.
- Bridie Carter (Tess McLeod) verließ die Serie ebenfalls auf eigenen Wunsch, da sie mehr Zeit mit ihrem Mann und ihrem kleinen Sohn Otis verbringen wollte
- Marshall Napier, der Darsteller von Harry Ryan, ist der Vater von Jessica Napier, die in den Staffeln 1 bis 3 Rebecca ‚Becky‘ Howard spielte.
- Ungewöhnlich sind die vielen Tode von teils Haupt- und Nebenfiguren in der Serie, deren Begründung oft der Wunsch der Schauspieler, auszusteigen, ist. So wandelte sich die Besetzung von der 1. bis zur 7. Staffel erheblich, nur Aaron Jeffery und Rachael Carpani waren aus der 1. Staffel noch dabei, wobei Rachael die Serie in der 7. Staffel verließ. Einige Figuren verschwanden auch aus anderen Gründen aus der Serie. Mitte der 7. Staffel beschloss auch Aaron Jeffery, eine Pause einzulegen und verließ die Serie zu Beginn der achten und letzten Staffel endgültig.
- Ungewöhnlich ist auch, dass fast die gesamte achte und letzte Staffel der Serie in Deutschland gezeigt wurde, ehe sie in ihrem Heimatland Australien vom Sender „Nine Network“ ausgestrahlt wurde.

## Auszeichnungen
Bei den Logie Awards 2004 gewann die Serie jeweils einen Preis in den Kategorien Beliebtester Schauspieler (Aaron Jeffery), Beliebteste Schauspielerin (Lisa Chappell), Populärste australische Dramaserie, sowie Populärste australische Serie.

## DVD-Veröffentlichungen
Deutschland
- Staffel 1: 27. Oktober 2006
- Staffel 2: 23. Februar 2007
- Staffel 3: 11. Mai 2007
- Staffel 4: 3. August 2007
- Staffel 5: 26. Oktober 2007
- Staffel 6: 28. März 2008
- Staffel 7: 12. September 2008
- Staffel 8: 27. Februar 2009
- Die komplette Serie: 26. März 2010

## Soundtrack
Es sind vier Alben mit den beliebtesten Songs erschienen.
- 2002: McLeod’s Daughters: Songs From The Series Volume 1
- 2004: McLeod’s Daughters: Songs From The Series Volume 2
- 2008: McLeod’s Daughters: Songs From The Series Volume 3
- 2009: McLeod’s Töchter Best Of

Die Titel auf den Soundtracks stammen von Bec Lavelle, die den größten Teil der Serienmusik singt.